# 1968 – I Can Hear Music: The 20/20 Sessions
1968 – I Can Hear Music: The 20/20 Sessions es un álbum digital de compilación de The Beach Boys editado el 7 de diciembre de 2018. Incluye tomas descartadas de sesión, pistas inéditas y versiones alternas de canciones del álbum original 20/20.

## Lista de canciones
Do It Again 
Mike Love / Brian Wilson
The Beach Boys
2:46	
Do It Again 
Mike Love / Brian Wilson
The Beach Boys
2:30	
I Can Hear Music 
Jeff Barry / Ellie Greenwich / Phil Spector
The Beach Boys
1:00	
I Can Hear Music 
Jeff Barry / Ellie Greenwich / Phil Spector
The Beach Boys
2:42	
Bluebirds Over the Mountain 
Ersel Hickey
The Beach Boys
2:56	
Be With Me
Dennis Wilson
The Beach Boys
2:45	
Be With Me
Dennis Wilson
The Beach Boys
3:17	
All I Want to Do
Dennis Wilson
The Beach Boys
2:13	
The Nearest Faraway Place
Bruce Johnston
The Beach Boys
2:13	
Cotton Fields
Huddie Ledbetter
The Beach Boys
2:25	
I Went to Sleep
Brian Wilson / Carl Wilson
The Beach Boys
1:35	
Time to Get Alone 
Brian Wilson
The Beach Boys
3:36	
Never Learn Not to Love
Dennis Wilson
The Beach Boys
2:25	
Never Learn Not to Love
Dennis Wilson
The Beach Boys
2:23	
Walk on By
Burt Bacharach / Hal David
The Beach Boys
1:55	
Rendezvous
Mike Love / Brian Wilson
The Beach Boys
2:36	
We're Together Again
Brian Wilson / Ron Wilson
The Beach Boys
2:01	
I Can Hear Music 
Jeff Barry / Ellie Greenwich / Phil Spector
The Beach Boys
2:11	
All I Wanna Do 
Mike Love / Brian Wilson
The Beach Boys
2:24	
Sail Plane Song
Brian Wilson / Carl Wilson
The Beach Boys
2:19	
Old Man River
Oscar Hammerstein II / Jerome Kern
The Beach Boys
1:18	
Old Folks at Home/Old Man River
Stephen Foster / Oscar Hammerstein II / Jerome Kern
The Beach Boys
2:57	
Old Folks at Home/Old Man River
Stephen Foster / Oscar Hammerstein II / Jerome Kern
The Beach Boys
2:59	
Walkin'
Al Jardine / Brian Wilson
The Beach Boys
2:48	
Been Way Too Long
Brian Wilson
The Beach Boys
7:56	
Well You Know I Knew
Dennis Wilson
The Beach Boys
1:42	
Love Affair
Dennis Wilson
The Beach Boys
2:00	
Peaches
Dennis Wilson
The Beach Boys
2:26	
The Gong
Dennis Wilson
The Beach Boys
5:29	
A Time to Live in Dreams
Stephen Kalinich / Dennis Wilson
The Beach Boys
1:54	
All I Want to Do
Dennis Wilson
The Beach Boys
1:12	
All I Want to Do
Dennis Wilson
The Beach Boys
2:10	
Bluebirds Over the Mountain 
Ersel Hickey
The Beach Boys
1:48	
Bluebirds Over the Mountain 
Ersel Hickey
The Beach Boys
2:51	
35	
Mona Kana
Stephen Kalinich / Dennis Wilson
The Beach Boys
1:16	
Mona Kana
Stephen Kalinich / Dennis Wilson
The Beach Boys
3:03	
We're Together Again
Brian Wilson / Ron Wilson
The Beach Boys
1:58	
Time to Get Alone 
Brian Wilson
The Beach Boys
2:46	
Oh Yeah
The Beach Boys
0:54	
Is It True What They Say About Dixie
Irving Caesar / Sammy Lerner / Gerald Marks
The Beach Boys
1:47